# Сен-Ламбер (музыкант)
Сен-Ламбе́р (фр. Saint-Lambert; имя, место рождения и место смерти неизвестны, годы расцвета — конец XVII и начало XVIII веков, Париж) — французский теоретик музыки и клавесинист
. Дидактические труды Сен-Ламбера, написанные ясным и простым языком,— ценное свидетельство клавесинного искусства во Франции XVII века.

## Очерк биографии и творчества
Биография Сен-Ламбера неизвестна. Его труд «Основы клавесина» (фр. Les principes du clavecin, 1702) — первое учебное пособие по игре на клавесине, изданное за 14 лет до знаменитого «L’art de toucher le clavecin» Франсуа Куперена. Помимо сведений об устройстве инструмента и описания клавесинной исполнительской практики (диапазон, аппликатура, орнаментика, советы по интерпретации «неритмизованных прелюдий») пособие содержит сведения по общей теории музыки, в том числе главу о метре и темпе. Практическую ценность для аутентистов представляют примеры орнаментики из музыки XVII века (Шамбоньера, Нивера, Лебега, д’Англебера), которые сопровождаются аналитическими комментариями автора. 
Перед тем как перейти к рассмотрению техники мелизмов, Сен-Ламбер пишет:

Если аппликатура на клавесине — вопрос, решаемый [каждым исполнителем] произвольно, то вопрос об орнаментике — вовсе нет. Единственное правило, которому надлежит следовать, это хороший вкус. Есть орнаменты, без которых музыка едва ли может существовать. <...> Хотя орнаменты, о которых дальше пойдёт речь, не являются обязательными, они придают изящество музыкальной композиции, и тот [музыкант], который решит ими пренебрегнуть, не прав.— Основы клавесина. Глава 20
«Новый трактат об аккомпанементе» (1707) — систематическое описание практики генерал-баса на клавишных инструментах, с ценными комментариями по исполнительской практике (на примере конкретных жанров). В теории музыки важно чёткое различение финалиса (конечного тона-устоя модальных ладов) и тоники (главного устоя тональных ладов). Полагают, что в этом источнике слово «тоника» впервые в истории используется в современном значении.
Цитаты и молчаливые заимствования (плагиат) из обоих трудов Сен-Ламбера отмечаются в трудах крупных музыкантов и лексикографов XVIII века, среди которых французы Броссар и Рамо, немцы Хайнихен и Маттезон.

## Сочинения
- Основы клавесина, с приложением точного разъяснения всего, что касается табулатуры и клавира (Les principes du clavecin contenant une explication exacte de tout ce qui concerne la tablature & le clavier). Paris, 1702.
- Новый трактат об аккомпанементе на клавесине, органе и прочих инструментах (Nouveau traité de l’accompagnement du clavecin, de l’orgue et des autres instruments). Paris, 1707.